# NGC 2637
Il codice NGC 2637 potrebbe riferirsi a un oggetto perduto o a una lontana galassia a spirale barrata situata nella costellazione del Cancro, a una distanza di circa 480 milioni di anni luce dalla nostra Via Lattea.

## Scoperta
L'oggetto è stato scoperto il 30 ottobre 1864 dall'astronomo tedesco Albert Marth.

## Identificazione di NGC 2637
Per John Dreyer, le coordinate di NGC 2637 sono ascensione retta 08h 41m 19,4s e declinazione 19° 33′ 21″, ma non c'è alcun oggetto in questa posizione. Anche Steinicke considera NGC 2637 come oggetto perduto e riporta le stesse coordinate utilizzate anche da NASA/IPAC, SIMBAD e LEDA.
Nella notte del 30 ottobre 1864, Albert Marth ha osservato due oggetti (NGC 2637 e NGC 2643) entrambi considerati perduti da Steinicke. Se si suppone che la posizione reale dei due oggetti sia spostata 10 minuti a sud della posizione indicata da Marth, allora i due oggetti corrispondono a PGC 24409 e PGC 24434, come indicato da altri autori.